# Matilde di Shabran
Matilde di Shabran, ossia Bellezza e cuor di ferro è un'opera lirica di Gioachino Rossini.
Il libretto, denominato melodramma giocoso in due atti, appartenente al genere dell'opera semiseria, è di Jacopo Ferretti ed è tratto dalla commedia italiana (di autore incerto) Corradino il Terribile, a sua volta ricavata dal libretto dell'opéra comique Euphrosine et Coradin, ou Le tyran corrigé di François-Benoît-Henri Hoffman musicato da Étienne Nicolas Méhul (1790). Il soggetto in Italia era già stato trattato in Il Corradino di Simeone Antonio Sografi musicato da Francesco Morlacchi (1808) e in Il trionfo delle belle, ovvero Corradino Cuor di ferro di Gaetano Rossi, musicato da Stefano Pavesi (1809).

## Prime rappresentazioni
L'opera fu composta in fretta, e Rossini affidò a un ignoto assistente la stesura dei recitativi secchi e a Giovanni Pacini la composizione di tre numeri. Come aveva già fatto altre volte, Rossini usò inoltre la tecnica dell'autoimprestito, cioè prese la musica per alcuni brani da opere composte in precedenza: in questo caso da Ricciardo e Zoraide e da La donna del lago, mentre per la sinfonia utilizzò quella di Eduardo e Cristina.
La prima rappresentazione ebbe luogo il 24 febbraio 1821 al Teatro Apollo di Roma e vide Niccolò Paganini sostituire l'ammalato primo violino del Teatro Apollo. L'opera dapprima non ebbe molto successo, ma in seguito fu ripresa spesso. Rossini rielaborò l'opera per la prima al Teatro del Fondo di Napoli che andò in scena il 11 dicembre 1821, con la parte del poeta Isidoro tradotta quasi completamente in napoletano, col titolo Bellezza e Cuor di Ferro con Giovanni David e Michele Benedetti (basso).

## Riprese ottocentesche
Il 13 gennaio 1822 avviene la prima al Teatro San Benedetto di Venezia ed il 31 gennaio successivo al Teatro San Carlo di Napoli con David e Benedetti.
Il successivo 7 maggio avviene la prima nel Theater am Kärntnertor di Vienna in un rifacimento chiamato Corradino ossia Bellezza e cuor di ferro con David, il 12 giugno al Teatro San Luca di Venezia ed il 24 agosto al Teatro alla Scala di Milano con Antonio Tamburini.
All'His Majesty's Theatre di Londra la prima di Matilde di Shabran o sia Bellezza e cuor di ferro è stata il 3 luglio 1823 con Isabella Colbran e Lucia Elizabeth Bartolozzi.
Il 16 febbraio 1824 avviene la prima nel Teatro Coppola di Catania diretta da Pietro Antonio Coppola.
Il 5 dicembre 1825 avviene la prima al Teatro Nacional de São Carlos di Lisbona ed il 15 ottobre 1829 al Théâtre-Italien di Parigi.
Il 24 gennaio 1830 avviene la prima al Teatro dei Semplici di Prato, il 18 maggio 1831 al Teatro Regio di Parma, il 7 maggio 1833 al Teatro Comunale di Bologna con Gilbert-Louis Duprez e nel febbraio 1834 a New York.
Il 18 aprile 1854 avviene la première al Royal Italian Opera (poi Royal Opera House, Covent Garden) di Londra.
L'8 marzo 1866 avviene la prima al Teatro Regio di Torino con Angelina Ortolani, Mario Tiberini ed Antonio Cotogni, il 23 gennaio 1867 al Teatro La Fenice di Venezia con la Ortolani e Tiberini ed il 31 agosto 1869 al Teatro Riccardi (poi Teatro Donizetti) di Bergamo con la Ortolani e Tiberini.
Dopo essere caduta nel dimenticatoio ebbe alcune riprese negli anni '80 e '90 (1892 a Firenze). 

## Riprese contemporanee
L'opera conosce la sua prima ripresa in tempi moderni a Genova nel 1974 con Rolando Panerai e Cecilia Valdenassi; segnò inoltre il debutto di Juan Diego Flórez al Rossini Opera Festival nel 1996 con Pietro Spagnoli, Roberto Frontali, Bruno Praticò e Carlo Bosi. Il tenore riprese il ruolo sempre a Pesaro nel 2004, con la direzione d'orchestra di Riccardo Frizza, ripresa poi nel 2008 a Londra con Carlo Rizzi, Carlo Lepore ed Aleksandra Kurzak e nel 2012 nuovamente a Pesaro con la direzione di Michele Mariotti e con  Olga Peretyatko: in tutte e tre le occasioni, lo spettacolo è andato in scena in un allestimento curato da Mario Martone.
Nel 2019 viene rappresentata la prima edizione dell'opera, dal titolo Corradino, a Wildbad.

## Cast delle prime rappresentazioni
| Ruolo                   | Registro vocale | Interpreti della prima versione 24 febbraio 1821 | Interpreti della seconda versione 11 dicembre 1821 |
| ----------------------- | --------------- | ------------------------------------------------ | -------------------------------------------------- |
| Corradino Cuor di Ferro | tenore          | Giuseppe Fusconi                                 | Giovanni David                                     |
| Matilde di Shabran      | soprano         | Caterina Liparini                                | Girolama Dardanelli                                |
| Edoardo Lopez           | contralto       | Annetta Parlamagni                               | Adelaide Comelli-Rubini                            |
| Raimondo Lopez          | basso           | Carlo Moncada                                    | Massimo Orlandini                                  |
| Aliprando               | basso           | Giuseppe Fiorvanti                               | Antonio Ambrosi                                    |
| Isidoro                 | basso           | Antonio Parlamagni                               | Carlo Casaccia                                     |
| Contessa d'Arco         | mezzosoprano    | Luigia Cruciati                                  | Raffaella de Bernardis                             |
| Ginardo                 | basso           | Antonio Ambrosi                                  | Michele Benedetti                                  |
| Egoldo                  | tenore          | Gaetano Rambaldi                                 | Giuseppe Spirito                                   |
| Rodrigo                 | tenore          | Gaetano Rambaldi                                 | Gaetano Chizzola                                   |

## Trama
La scena è nella Spagna, nel Castello di Corradino e sue vicinanze.

### Atto 1
L'opera s'apre con un coro di contadini, capeggiati da Egoldo, che visita per curiosità il cortile del palazzo di Corradino. Egoldo racconta loro della brutta fama del signore del luogo: è un tiranno spietato, sanguinario, con manie di grandezza e tremendamente misogino. Il torriere Ginardo arriva e li avverte di fuggire prima che il "Cerbero" si desti e li punisca tutti. La scena rimane vuota fino a quando entra Isidoro, un poeta di scarso valore che copia le opere degli autori più famosi (la Gerusalemme liberata o la Divina Commedia per esempio). L'arrivo del poeta attira l'attenzione e l'ira di Corradino, che minaccia di ucciderlo, ma Isidoro viene salvato dal provvidenziale intervento di Aliprando, dottore del castello e l'unico che riesca a frenare l'ira del tiranno.

Isidoro viene fatto prigioniero, e Corradino chiede di parlare ancora con il prigioniero, Edoardo. Il giovane è figlio di Raimondo Lopez, suo acerrimo nemico, e Corradino gli chiede se vuole allearsi a lui tradendo il padre o cedere alla sua sorte. Edoardo, sdegnosamente, sceglie di non tradire il padre e viene rimandato in carcere.

Intanto, annunciata già prima da Aliprando, arriva Matilde, figlia del generale Shabran, molto nota per la sua bellezza. Matilde, saputa la fama di Corradino, ha deciso di intervenire per eliminare la misoginia del tiranno e di farlo innamorare di sé (la stessa cosa che cerca di fare Mirandolina con il Cavaliere ne La locandiera di Goldoni). Aliprando la avverte: Corradino resiste a qualsiasi donna, e in più già una donna ha messo gli occhi su di lui, la gelosissima Contessa d'Arco. Il caso vuole che la Contessa arrivi in quel momento e si veda rubare la scena da un'altra. Tra le due nasce un battibecco, male arginato da Aliprando e Ginardo, che richiama in scena Corradino. Il tiranno rimane sbalordito dalla bellezza e dalla sfrontatezza della bella Matilde, tant'è che non riesce a ordinare di mandarla a morte, con grande stupore del dottore e del torriere e con grande gelosia della Contessa.

Matilde è già a buon punto, e riesce a fare innamorare il tiranno, anche se lui teme che possa tradirla e approfittarsene. Ma le effusioni dei due amanti vengono interrotte da una marcia militare: l'esercito dei nemici, capeggiato da Raimondo Lopez, si sta avvicinando al castello. L'atto si conclude col turbamento e lo sgomento generale, e Corradino parte con l'esercito.

### Atto 2
La vendetta della Contessa d'Arco non tarda a venire: dopo aver corrotto il carceriere, libera Edoardo dalla torre fingendosi Matilde, e il giovane fugge nel bosco, dove infuria la battaglia: il piano della Contessa è quello di accusare Matilde della fuga di Edoardo, per vendicarsi dell'oltraggio subito.

Edoardo, nella foresta, ritrova il padre ma viene raggiunto da Corradino: il tiranno si stupisce della sua fuga, ed Edoardo gli risponde che è stata Matilde a liberarlo. Corradino si sente tradito e medita vendetta.

Al castello tutti quanti attendono il ritorno di Corradino trepidanti: Matilde stessa se n'è innamorata, nonostante all'inizio lo disprezzasse. Corradino ritorna e ordina di far chiamare Edoardo. Quando gli rispondono che la prigione è vuota e il giovane è fuggito, la Contessa accusa Matilde, accusa che viene avvalorata da una lettera indirizzata alla stessa Matilde: Edoardo (ma probabilmente la Contessa stessa) le scrive la sua gratitudine per la liberazione. L'ira di Corradino divampa, e ordina a Isidoro di portare Matilde al dirupo che s'affaccia sul torrente e di buttarvela giù. Isidoro si ritrova costretto ad ubbidire, e porta con sé la ragazza.

Isidoro ritorna annunciando la morte di Matilde, con grande gioia della vendicativa Contessa. Ma la sua felicità dura poco, dato che Edoardo irrompe in scena col carceriere corrotto e accusa pubblicamente la Contessa della congiura contro Matilde. Corradino, sconvolto, caccia la Contessa e medita di uccidersi.

Nella foresta presso il torrente, Corradino sta per buttarsi nel fiume per seguire la sua amata, ma viene bloccato da tutti e anche dalla stessa Matilde: lei e Isidoro, infatti, dopo la condanna di Corradino, avevano incontrato Edoardo e Raimondo che li avevano convinti a fingere la morte di Matilde per far ravvedere il tiranno. Corradino, abbandonata la sua misoginia e la sua crudeltà, dichiara il suo appassionato amore a Matilde, la quale ricambia, affermando che: "le femmine son nate per vincere e regnar".

## Organico orchestrale
La partitura di Rossini prevede l'utilizzo di:
- 3 flauti, (3° anche ottavino), 2 oboi, 2 clarinetti, 2 fagotti
- 2 corni, 2 trombe, 3 tromboni
- timpani, grancassa e piatti, tamburo
- chitarra
- archi

Per i recitativi secchi:
- pianoforte (violoncello e contrabbasso ad libitum)

## Struttura dell'opera

### Versione di Roma
- Sinfonia

#### Atto 1
- 1 Introduzione Zitti zitti, nessun qui v'è' (Coro, Egoldo, Ginardo)
- 2 Cavatina Intanto Erminia fra le ombrose piante (Isidoro)
- 3 Quartetto Alma rea! Perché t'involi? (Corradino, Isidoro, Ginardo, Aliprando)
- 4 Cavatina Piange il mio ciglio, è vero (Edoardo)
- 5 Duetto Di capricci, di smorfiette (Matilde, Aliprando)
- 6 Quintetto Questa è la dea? Che aria! (Contessa, Matilde, Aliprando, Ginardo, Corradino)
- 7 Finale primo Ah capisco, non parlate (Matilde, Corradino, Isidoro, Ginardo, Aliprando, Edoardo, Rodrigo, Contessa, Coro)

#### Atto 2
- 8 Introduzione Settecento ottanta mila (Isidoro, Coro)
- 9 Cavatina Sarai contenta alfine, revolubil fortuna! - Ah, perché la morte (Raimondo)
- 10 Terzetto Deh, serena il mesto ciglio (Edoardo, Raimondo, Corradino)
- 11 Sestetto È palese il tradimento (Corradino, Matilde, Contessa, Aliprando, Isidoro, Ginardo)
- 12 Duetto No, Matilde, non morrai (Edoardo, Matilde)
- 13 Cavatina Parmi ascoltar la voce (Corradino)
- 14 Rondò Ami alfine? E chi non ama? (Matilde, Coro)

### Versione di Napoli
- Sinfonia

#### Atto 1
- 1 Introduzione Zitti, nessun qui v'è (Coro, Egoldo, Ginardo)
- 2 Cavatina Intanto Armenia 'nfra l'ombrose piante (Isidoro)
- 3 Quartetto Alma rea! Perché t'involi? (Corradino, Isidoro, Ginardo, Aliprando)
- 4 Cavatina Piange il mio ciglio, è vero (Edoardo)
- 5 Duetto Di capricci, di smorfiette (Matilde, Aliprando)
- 6 Quintetto Questa è la dea? Che aria! (Contessa, Matilde, Aliprando, Ginardo, Corradino)
- 7 Finale primo Ah capisco, non parlate! (Matilde, Corradino, Isidoro, Ginardo, Aliprando, Edoardo, Rodrigo, Contessa, Coro)

#### Atto 2
- 8 Introduzione Di Corradino il nome (Coro, Isidoro)
- 9 Cavatina Sazia tu fossi alfine, revolubil fortuna! (Edoardo)
- 10 Sestetto È palese il tradimento (Corradino, Matilde, Contessa, Aliprando, Isidoro, Ginardo)
- 11 Coro Mandare a morte quella meschina?
- 12 Duetto Da cento smanie e cento (Corradino, Edoardo)
- 13 Rondò Ami alfine? E chi non ama? (Matilde, Coro)

## Incisioni discografiche
| Anno                      | Cast (Matilde, Corradino, Isidoro, Edoardo, Aliprando, Ginardo)                                         | Direttore                | Etichetta       |
| ------------------------- | --- | ------------------------ | --------------- |
| 1974                      | Cecilia Valdenassi, Pietro Bottazzo, Rolando Panerai, Maria Casula, Domenico Trimarchi, Carlo Zardo     | Bruno Martinotti         | Legato Classics |
| 2004 (versione di Napoli) | Annick Massis, Juan Diego Flórez, Bruno de Simone, Hadar Halevy, Marco Vinco, Carlo Lepore              | Riccardo Frizza          | Decca           |
| 2019 (versione di Roma)   | Sarah Blanch, Michele Angelini, Giulio Mastrototaro, Victoria Yarovaya, Emmanuel Franco, Ricardo Seguel | José Miguel Pérez-Sierra | Naxos Records   |

## Registrazioni video
| Anno | Cast (Matilde, Corradino, Isidoro, Edoardo, Aliprando, Ginardo)                                  | Direttore        | Etichetta |
| ---- | ------------------------------------------------------------------------------------------------ | ---------------- | --------- |
| 2013 | Olga Peretyatko, Juan Diego Flórez, Paolo Bordogna, Anna Goryachova, Nicola Alaimo, Simón Orfila | Michele Mariotti | Decca     |